# Шаршар
Шаршар — горный перевал в Дангаринском районе Хатлонской области Таджикистана, соединяющий г. Нурек с ОЭК «Окно».
Находится в 80 км от г. Душанбе в направлении г. Куляб. Здесь же, под перевалом, в августе 2009 года был сдан в эксплуатацию тоннель «Озоди» протяженностью 2223 м, построенный с целью увеличения безопасности и сокращения времени пути на трассе Душанбе-Вахдат-Дангара-Куляб. Построено 5 км подъездных дорог и мост длиной 180 метров. Теперь протяжённость дороги Душанбе-Куляб сократилась на 7 км, а время движения транспортных средств – на 40 минут. Данный тоннель считается стратегически важным объектом, так как обеспечивает постоянное транспортное сообщение не только между регионами страны, но и с другими странами — Афганистан, и Китай. Считается одним из связующих звеньев в транспортной цепочке между Таджикистаном и Китаем.

## Примечание
1. ↑  К 2012 году комплекс «Окно» будет контролировать все космические орбиты. Дата обращения: 15 сентября 2013. Архивировано из оригинала 28 августа 2016 года.
2. ↑  Перевал Шар-Шар уже нуждается в ремонте. Дата обращения: 15 сентября 2013. Архивировано 22 сентября 2013 года.
3. ↑  Новости Таджикистана. Архивировано из оригинала 22 сентября 2013 года.